# 規矩數
規矩數（又稱可造數）是指可用尺規作圖方式作出的實數。在給定單位長度的情形下，若可以用尺規作圖的方式作出長度為{\displaystyle a}的線段，則{\displaystyle a}就是規矩數。規矩數的「規」和「矩」分別表示圓規及無刻度直尺，兩個尺規作圖的重要元素。

## 和尺規作圖的關係
利用尺規作圖可以將二線段的長度進行四則運算，也可以求出一線段長度的平方根。因此符合以下任一條件的均為規矩數。
- 整數。
- 所有有理數。
- 規矩數{\displaystyle a}的平方根{\displaystyle {\sqrt[{}]{a}}}、四次方根{\displaystyle {\sqrt[{4}]{a}}}、八次方根{\displaystyle {\sqrt[{8}]{a}}}...等{\displaystyle 2^{n}}次方根。
- 有限个規矩數相加、相減、相乘、相除（除數不得為0）的結果。

如3, {\displaystyle {\frac {5}{2}}},{\displaystyle {\sqrt[{}]{3}}},{\displaystyle {\sqrt[{4}]{7}}},{\displaystyle {\frac {\sqrt {3+{\sqrt {5}}}}{2}}} 均為規矩數。而 {\displaystyle {\sqrt[{3}]{2}}},圓周率{\displaystyle \pi \,},e均不是規矩數。
因為兩個規矩數在相加、減、乘或除之後依然是規矩數，即規矩數对这些算法是封闭的；换用抽象代数的术语，它是一個域。

## 和整係數方程的關係
規矩數一定是代數數（為一整係數代數方程的解），且以此数為其解的最小多項式其次數為{\displaystyle 2^{n}}。
此條件為規矩數成立的必要條件。因此若一個數是超越數（非代數數），或一數對應的最小多項式為三次、五次，此數必定不是規矩數。

## 與古希臘三大難題之關係
尺规作图三大难题提出後，有許多基於平面幾何的論證和嘗試，但在十九世紀以前，一直沒有完整的解答，但開始懷疑其可能性的人之中，也沒有人能夠證明這樣的解法一定不存在。直到十九世紀後，伽羅瓦和阿貝爾開創了以群論來討論有理係數多項式方程之解的方法，人們才認識到这三个問題的本質 。

## 尺规可作性和规矩数
在研究各种尺规作图问题的时候，数学家们留意到，能否用尺规作出特定的图形或目标，本质是能否作出符合的长度。引进直角坐标系和解析几何以后，又可以将长度解释为坐标。比如说，作出一个圆，实际上是作出圆心的位置（坐标）和半径的长度。作出特定的某个交点或某条直线，实际上是找出它们的坐标、斜率和截距。为此，数学家引入了尺规可作性这一概念。假设平面上有两个已知的点O和A，以OA为单位长度，射线OA为x轴正向可以为平面建立一个标准直角坐标系，平面中的点可以用横坐标和纵坐标表示，整个平面可以等价于{\displaystyle \mathbb {R} ^{2}}。
设{\displaystyle \mathrm {E} }是{\displaystyle \mathbb {R} ^{2}}的一个非空子集。如果某直线{\displaystyle l}经过{\displaystyle \mathrm {E} }中不同的两点，就说{\displaystyle l}是{\displaystyle \mathrm {E} }-尺规可作的，简称{\displaystyle \mathrm {E} }-可作。同样地，如果某个圆{\displaystyle {\mathcal {C}}}的圆心和圆上的某个点是{\displaystyle \mathrm {E} }中的元素，就说{\displaystyle {\mathcal {C}}}是{\displaystyle \mathrm {E} }-可作的。进一步地说，如果{\displaystyle \mathbb {R} ^{2}}里的某个点P是某两个{\displaystyle \mathrm {E} }-可作的直线或圆的交点（直线－直线、直线－圆以及圆－圆），就说点P是{\displaystyle \mathrm {E} }-可作的。这样的定义是基于五个基本步骤得来的，包括了尺规作图中从已知条件得到新元素的五种基本方法。如果将所有{\displaystyle \mathrm {E} }-尺规可作的点的集合记作{\displaystyle s(\mathrm {E} )}，那么当{\displaystyle \mathrm {E} }中包含超过两个点的时候，{\displaystyle \mathrm {E} }肯定是{\displaystyle s(\mathrm {E} )}的真子集。从某个点集{\displaystyle \mathrm {E} _{0}}开始，经过一步能作出的点构成集合{\displaystyle \mathrm {E} _{1}=s(\mathrm {E} )}，经过两步能作出的点就是{\displaystyle \mathrm {E} _{2}=s(\mathrm {E} _{1})}，……以此类推，经过{\displaystyle n}步能作出的点集就是{\displaystyle \mathrm {E} _{n}=s(\mathrm {E} _{n-1})}。而所有从{\displaystyle \mathrm {E} }能尺规作出的点集就是：
{\displaystyle C(\mathrm {E} _{0})=\bigcup _{n\in \mathbb {N} }\mathrm {E} _{n}.}:521
另一个与尺规可作性相关的概念是规矩数。设{\displaystyle \mathrm {H} }是从集合{\displaystyle \mathrm {E} _{0}=\{(0,0),(0,1)\}}开始，尺规可作点的集合：{\displaystyle \mathrm {H} =C(\mathrm {E} _{0}),} 那么规矩数定义为{\displaystyle \mathrm {H} }中的点的横坐标和纵坐标表示的数。
定义：实数{\displaystyle a}和{\displaystyle b}是规矩数当且仅当{\displaystyle (a,b)}是{\displaystyle \mathrm {H} }中的一个点。:522
可以证明，有理数集{\displaystyle \mathbb {Q} }是所有规矩数构成的集合K的子集，而{\displaystyle K}又是实数集{\displaystyle \mathbb {R} }的子集。另外，为了在复数集{\displaystyle \mathbb {C} }内讨论问题，也会将平面{\displaystyle \mathbb {R} ^{2}}看作复平面{\displaystyle \mathbb {C} }，同时定义一个复数{\displaystyle a+bi}是（复）规矩数当且仅当点{\displaystyle (a,b)}是{\displaystyle \mathrm {H} }中的一个点。所有复规矩数构成的集合{\displaystyle L}也包含{\displaystyle \mathbb {Q} }作为子集，并且是复数集{\displaystyle \mathbb {C} }的子集。从尺规可作性到解析几何下的规矩数，尺规作图问题从几何问题转成了代数的问题。:522

## 域的扩张与最小多项式
以集合的观念来说，{\displaystyle L}与{\displaystyle \mathbb {Q} }、{\displaystyle \mathbb {C} }之间是子集与包含的关系。以抽象代数的观点来说，可以证明L是有理数域{\displaystyle \mathbb {Q} }的扩域，是实数域{\displaystyle \mathbb {C} }的子域。记作{\displaystyle \mathbb {Q} \subseteq \mathrm {L} \subseteq \mathbb {C} }。域是抽象代数中的概念，是能够进行“加减乘除”运算的集合。从单位长度出发，很容易得到任何有理数长度的线段，所以直线OA（也就是实数轴）上所有的有理数坐标的点都是尺规可作点。如果平面上还有另一个尺规可作点（对应复数{\displaystyle z}），那么也能做出任意pz+q的点，甚至于任何形如：
{\displaystyle {\frac {P_{1}(z)}{P_{2}(z)}}}
的点（其中{\displaystyle P_{1}}和{\displaystyle P_{2}}是两个多项式）。有理数域{\displaystyle \mathbb {Q} }和所有因为z而多出来的尺规可作点仍旧构成一个域，称为{\displaystyle \mathbb {Q} }关于z的扩张，记作{\displaystyle \mathbb {Q} (z)}。然而，{\displaystyle \mathbb {Q} (z)}中的元素并没有表面上那么“多”。一般来说，如果有一个多项式{\displaystyle P}使得{\displaystyle P(z)=0}，那么{\displaystyle \mathbb {Q} (z)}中的元素都可以写成{\displaystyle \lambda _{1}+\lambda _{2}z+\ldots +\lambda _{d}z^{d-1}}的形式，其中{\displaystyle d}是{\displaystyle P}的阶数。这样的情况称为域{\displaystyle \mathbb {Q} }的有限扩张，因为{\displaystyle \mathbb {Q} (z)}可以看成关于{\displaystyle \mathbb {Q} }的有限维线性空间。为了确定这个线性空间的维数，需要为它找一个基底，也就是一个线性无关的最小生成集。为此，寻找使得{\displaystyle m(z)=0}的多项式中阶数最小的，并称{\displaystyle m}是{\displaystyle z}最小多项式。在最小多项式确定后，便可确定{\displaystyle 1,z,\ldots ,z^{d_{m^{-1}}}}是{\displaystyle \mathbb {Q} (z)}的一个基底，{\displaystyle \mathbb {Q} (z)}是一个{\displaystyle d_{m}}维的{\displaystyle \mathbb {Q} }-线性空间（{\displaystyle d_{m}}是{\displaystyle m}的阶数）:68。这时候也称{\displaystyle d_{m}}是域扩张{\displaystyle \mathbb {Q} \subseteq \mathbb {Q} (z)}的阶数，记作：
{\displaystyle [\mathbb {Q} (z):\mathbb {Q} ]=\mathrm {d} _{m}}:512

## 规矩扩张的阶数
对任何一个尺规可作点，都可以考察它对应的域扩张的阶数。由于每个尺规可作点都是通过五种作图公法的有限次累加得到的，而其中生成新点（也就是新坐标）的只有后三种。所以只需考察这三种步骤得到的新点对应的域扩张的阶数。假设某个时刻，已知的所有尺规可作点构成的域是L，那么生成新点时的直线和圆的系数都在L里面。
直线的方程是：{\displaystyle ax+by+c=0,\quad a,b,c\in \mathrm {L} ,\qquad \qquad \cdots \;\;(1)}
圆的方程是：{\displaystyle (x-c_{1})^{2}+(y-c_{2})^{2}=r^{2},\quad c_{1},c_{2},r\in \mathrm {L} .\qquad \qquad \cdots \;\;(2)}
无论是两个(1)类方程，两个(2)类方程，还是一个(1)类和一个(2)类方程联立求解，得到的x和y值都会是形同
{\displaystyle {\begin{cases}x=p_{1}+q_{1}{\sqrt {t}}&p_{1},\;q_{1},\;t\;\in \mathrm {L} \\y=p_{2}+q_{2}{\sqrt {t}}&p_{2},\;q_{2}\;\in \mathrm {L} \end{cases}}}
的数值。所以复规矩数z=x+yi满足一个二次方程：
{\displaystyle (z-(p_{1}+p_{2}i))^{2}=t(q_{1}+q_{2}i)^{2}}
其中的{\displaystyle p_{1}i+p_{2}i}、{\displaystyle q_{1}+q_{2}i}以及{\displaystyle t}都是{\displaystyle L}中的元素:523:78-79。这意味着，域扩张{\displaystyle L\subseteq L(z)}的阶数最多是2（最小多项式的阶数至多是2）。这又说明，从{\displaystyle L}开始，经过一系列（{\displaystyle n}次）基本步骤得到的尺规可作点，代表了{\displaystyle n}次域扩张：
{\displaystyle \mathrm {L} \subseteq \mathrm {L} _{1}\subseteq \cdots \subseteq \mathrm {L} _{n}.}
而每次域扩张的阶数：{\displaystyle [L_{k}:L_{k-1}]}都不超过2。因此，如果从基本的有理数域出发的话，就能得到如下的定理：:523-524
| 任何复规矩数{\displaystyle z}对应的域扩张{\displaystyle \mathbb {Q} \subseteq \mathbb {Q} (z)}的阶数{\displaystyle [\mathbb {Q} (z):\mathbb {Q} ]}都是2的某个幂次： {\displaystyle [\mathbb {Q} (z):\mathbb {Q} ]=2^{s}} |

其中的{\displaystyle s}是某个小于{\displaystyle n}的自然数（{\displaystyle n}是已知所有有理数坐标点时，作出{\displaystyle z}对应的点要经过的基本步骤数目）。